# Symploce lunaris
Symploce lunaris är en kackerlacksart som först beskrevs av Robert Walter Campbell Shelford 1911.  Symploce lunaris ingår i släktet Symploce och familjen småkackerlackor. Inga underarter finns listade i Catalogue of Life.